# Торос Таронаци
Торос Таронаци (или Мшеци) — армянский миниатюрист начала XIV века, представитель гладзорской школы миниатюры.

## Биография
Торос Таронаци (Мшеци) жил и творил в первых десятилетиях XIV века в Гладзоре (Вайоцдзорская область). Творческая деятельность армянского миниатюриста пришлась на период процветания прославленной высшей школы — Гладзорского университета, которую современники называли «Вторыми Афинами». В те времена для усовершенствования своих знаний в Гладзор съезжались из различных областей Армении и Киликии. Здесь под руководством ректора Гладзорского университета, Есаи Нчеци, также получил своё образование Торос Таронаци. Помимо того, что Торос был талантливым художником, он был также ученым, обладавшим глубокими знаниями, признанным поэтом, умелым каллиграфом-переписчиком. Его современник Мхитар Ерзнкаци говоря о нём называл его:
добромыслящим и благообразным..., исполненным всякой премудрости и особенно сведущим в литературе и живописи...
Торос Таронаци был приверженцем старых местных традиций и усвоения достижений киликийской школы миниатюры. Иллюстрированные им рукописи отличаются многообразием орнаментальных украшений, их исключительным богатством. С различными растительными и геометрическими мотивами, в работах Таронаци видим и многочисленных представителей животного мира, как реальных, так и фантастических, связанных своим происхождением с древними, ещё языческими представлениями, которые в средневековье получали однако иное осмысление, обусловленное новой христианской идеологией. Сюжеты его изображений подчинялись нормам современного искусства, при этом сохраняли своеобразие, идущее от местного народного творчества.
Художественное наследие Тороса Таронаци является значительным вкладом в сокровищницу армянского средневекового искусства. В его миниатюрах особое впечатление производят образы персонажей, с выразительными, красивыми миндалевидными глазами, оттененными темными дугами бровей. Яркий и насыщенный колорит красок придает миниатюрам художника особую нарядность. Торос Таронаци переписал и иллюстрировал немало рукописей, значительная часть которых дошла до наших дней. Им была продолжена иллюстрация книги, начатая Момиком, в памятной записи одной из его рукописных книг, сделанной самим Момиком, говорится, что болезнь глаз помешала ему продолжить работу над иллюстрациями и закончил их другой миниатюрист Гладзорской школы — Торос Таронаци
Многие разбросаны по различным собраниям армянских рукописей. В Матенадаране хранятся сейчас 7 рукописей Тороса Таронаци, среди которых имеется такой шедевр Гладзорской школы письменности, как Библия Есаи Нчеци, созданная в 1318 году (Матенадаран, рук. № 206), а также богато украшенное Евангелие 1323 года (Матенадаран, рук. № 6289).

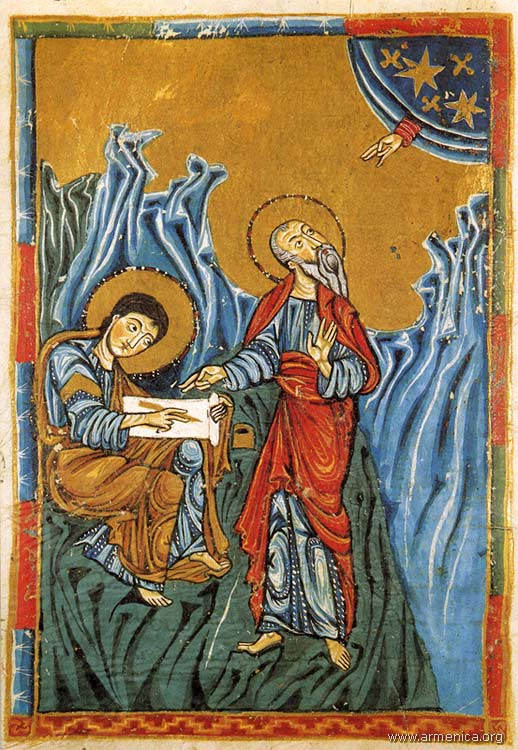
Миниатюра, 1318
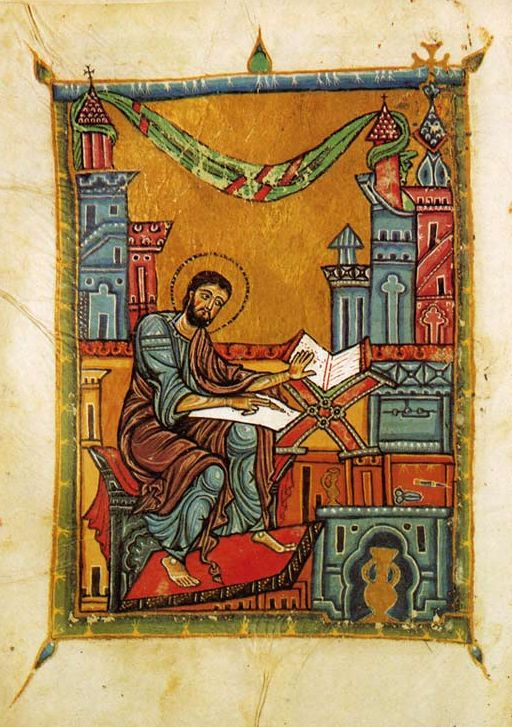
Миниатюра, 1318
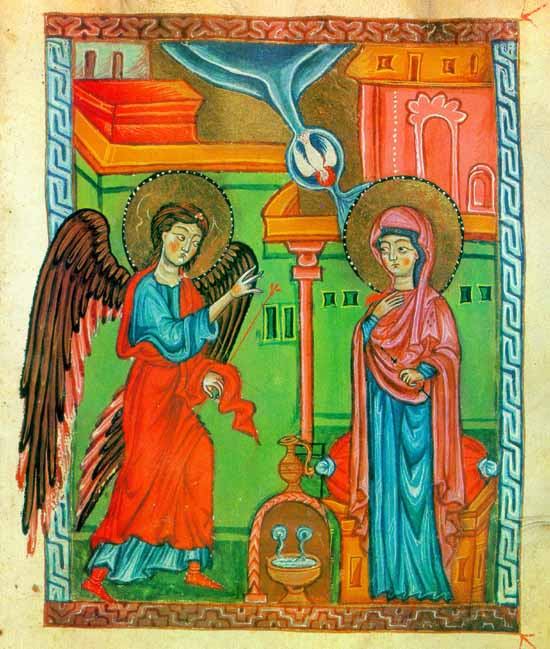
Миниатюра, 1323

## См.Также
- Армянская миниатюра
- Изобразительное искусство Армении